# Паметник на Петрова нива
Паметникът на Петрова нива е монументален паметник в местността Петрова нива, където от 11 до 13 юли 1903 година се провежда конгрес на Одринския революционен окръг на Вътрешната македоно-одринска революционна организация, взел решение за обявяване на въстание.

## Местоположение
Паметникът е в землището на село Стоилово, Малкотърновско, северно от селото на стръмна височина над левия бряг на река Велека.

## История
Паметникът е построен в 1958 година и е открит на 16 август 1958 година. Проектът е на архитектите Михаил Соколовски и Евгени Зидаров. Отличава се с внушителен архитектурен обем и суров каменен детайл. В него са взидани костите на българския революционер и войвода Георги Кондолов.
- Гробът на Георги Кондолов
- Паметната плоча
- Георги Стефанов при откриването на паметника